# William Mortimer Clark

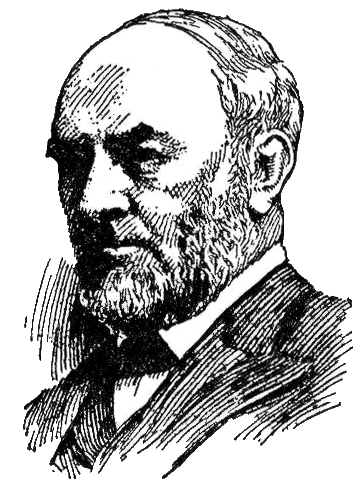
William Mortimer Clark

Sir William Mortimer Clark, KCMG, KC (* 24. Mai 1836 in Aberdeen, Schottland; † 10. August 1915 in Prouts Neck, Maine) war ein kanadischer Rechtsanwalt. Von 1903 bis 1908 war er Vizegouverneur der Provinz Ontario.

## Biografie
Clark wuchs in der schottischen Stadt Aberdeen auf. Er absolvierte das Marischal College und studierte an der University of Edinburgh. 1859 wanderte er in das damalige Oberkanada aus und erhielt zwei Jahre später die Zulassung als Rechtsanwalt. Er setzte sich für zahlreiche wohltätige Organisationen ein, war Direktor einer Bank und schrieb eine größere Anzahl von Reiseberichten. 1887 wurde er zum Kronanwalt ernannt. Später lehrte er Recht an der University of Toronto und an der Queen’s University. Generalgouverneur Lord Minto vereidigte Clark 1903 als Vizegouverneur der Provinz Ontario. Dieses repräsentative Amt übte er bis 1908 aus.